# Бале (Хрватска)
Бале (итал. Valle d'Istria, лат. Castrum Vallis) су насељено место и општина у Истарској жупанији, Хрватска. До нове територијалне организације у Хрватској налазиле су се у саставу бивше велике општине Ровињ.
Општина захвата површину од 81,90 km².

## Географски положај
Бале се налазе у југозападној Истри, око 13 km од Ровиња и 20 km северозападно од Пуле, на надморској висини од 140 м. Лежи на кречњачој заравни Пљуштине. Нови део насеља спушта се према раскрсници путева који воде за Пулу, Ровињ и северну Истру. Становници су пољопривредници. Гаје винову лозу и маслине, сеју жито, а баве се и сточарством. Већину становника чини старо становништво које говори истрорумунским језиком.
Насеље изграђено на узвишењу, окружено је конценртичним бедемима, појачаних кастелом. Историјска језгра Бала састоји се од два концентична низа збијених сељачких кућаса стајама у приземљу и становима на спрату. Репрезентативна палата Соардо-Бембо са стамбеним крилом зграде, са трифоријумом и балконом на прочеље (XV—XVI век) настала је уградњом између двеју чтвртастих кула. Комунални објекти су ложа, спремиште за жито и преторсла лалата.
У жупнпј цркви, саграђеној 1880, на месту страохришћанске базилике и у њеној крипти постоји богат инвентар(од плетерне пластике до барока). Западно од места налазио се црква Св. Илије са романичким звоником из раног средњег века. Зидне слике из 15. века налазе се у црквама Св. Духа и Св. Антуна.

## Становништво
На попису становништва 2011. године, општина Бале је имала 1.127 становника, од чега у самим Балама 936.
По попису из 2001. године, општина Бале је имала 1.047 становника, од чега је у самим Балама живело 886 становника.
| Општина |       | Насељено место |       | Број становника 2001                         |
| ------- | ----- | -------------- | ----- | -------------------------------------------- |
| Бале    | Valle | 3              |       | 1.047 Архивирано на веб-сајту (30. јун 2009) |
|         |       | Бале           | Valle | 886                                          |
|         |       | Голаш          |       | 92                                           |
|         |       | Крмед          |       | 69                                           |

### Бале (насељено место)
| Националност       | 1991.        | 1981.        | 1971.        |
| Хрвати             | 363 (41,01%) | 507 (64,42%) | 444 (56,06%) |
| Срби               | 9 (1,01%)    | 5 (0,63%)    | 17 (2,14%)   |
| Југословени        | 22 (2,48%)   | 28 (3,55%)   | 2 (0,25%)    |
| остали и непознато | 491 (55,48%) | 247 (31,38%) | 329 (41,54%) |
| Укупно             | 885          | 787          | 792          |

## Попис1991.
На попису становништва 1991. године, насељено место Бале је имало 885 становника, следећег националног састава:
| Попис 1991.‍  | Попис 1991.‍  | Попис 1991.‍ | Попис 1991.‍ | Попис 1991.‍ |
| ------------ | ------------ | ----------- | ----------- | ----------- |
|              |              |             |             |             |
| Хрвати       | Хрвати       |             | 363         | 41,01%      |
| Италијани    | Италијани    |             | 324         | 36,61%      |
| Југословени  | Југословени  |             | 22          | 2,48%       |
| Муслимани    | Муслимани    |             | 21          | 2,37%       |
| Срби         | Срби         |             | 9           | 1,01%       |
| Словенци     | Словенци     |             | 7           | 0,79%       |
| Македонци    | Македонци    |             | 6           | 0,67%       |
| Мађари       | Мађари       |             | 4           | 0,45%       |
| Албанци      | Албанци      |             | 1           | 0,11%       |
| Украјинци    | Украјинци    |             | 1           | 0,11%       |
| Црногорци    | Црногорци    |             | 1           | 0,11%       |
| остали       | остали       |             | 2           | 0,22%       |
| неопредељени | неопредељени |             | 20          | 2,25%       |
| регион. опр. | регион. опр. |             | 98          | 11,07%      |
| непознато    | непознато    |             | 6           | 0,67%       |
| укупно: 885  |              |             |             |             |